# Isaia Toeava
Isaia Toeava (Apia, 15 de enero de 1986) es un jugador neozelandés de rugby nacido en Samoa, que se desempeña como fullback y juega en el ASM Clermont Auvergne del francés Top 14. Fue internacional con los All Blacks de 2005 a 2011 y se consagró campeón del Mundo en Nueva Zelanda 2011.

## Carrera
Debutó en el National Provincial Championship con 19 años en 2005 y con Auckland, jugó hasta 2011 con este equipo.

### Super Rugby
Toeava debutó en el Super Rugby 2006 con los Hurricanes. Desde el Super Rugby 2007 al Super Rugby 2012 jugó en los Blues.

## Selección nacional
Graham Henry lo convocó a los All Blacks para los test matches de fin de año 2005 y allí debutó contra su Samoa natal.
Su último partido fue ante los Pumas en el mundial de 2011. En total jugó 36 partidos y marcó 40 puntos, productos de ocho tries.

### Participaciones en Copas del Mundo
Participó en Francia 2007 donde los All Blacks fueron derrotados por Les Bleus en cuartos de final, siendo un fracaso histórico y Toeava fue suplente de Mils Muliaina. En Nueva Zelanda 2011 fue suplente de Israel Dagg y los locales se consagraron campeones del Mundo.
| Mundial                       | Sede          | Resultado        | PJ | Tries |
| ----------------------------- | ------------- | ---------------- | -- | ----- |
| Copa Mundial de Rugby de 2007 | Francia       | Cuartos de final | 5  | 3     |
| Copa Mundial de Rugby de 2011 | Nueva Zelanda | Campeón          | 4  | 1     |

## Palmarés
- Campeón de The Rugby Championship de 2006, 2007 y 2008.
- Campeón de la Copa Desafío Europeo de 2018–19.
- Campeón del Top 14 de 2016–17.
- Campeón de la Mitre 10 Cup de 2007 y 2011.
- Campeón del National Provincial Championship de 2005.